# ATP Challenger Glendale
Der ATP Challenger Glendale (offiziell: Glendale Challenger) war ein Tennisturnier, das zwischen 1994 und 1995 in Glendale, Arizona, stattfand. Es gehörte zur ATP Challenger Tour und wurde im Freien auf Hartplatz gespielt.

## Liste der Sieger

### Einzel
| Jahr | Sieger         | Finalgegner      | Ergebnis |
| ---- | -------------- | ---------------- | -------- |
| 1995 | Mark Knowles   | Derrick Rostagno | 6:4, 7:6 |
| 1994 | Christian Ruud | Michael Joyce    | 6:1, 6:3 |

### Doppel
| Jahr | Sieger                      | Finalgegner                          | Ergebnis |
| ---- | --------------------------- | ------------------------------------ | -------- |
| 1995 | Rikard Bergh David Ekerot   | Juan Luis Rascón Lope Federico Rovai | 6:2, 6:1 |
| 1994 | Trevor Kronemann Rick Leach | Brian Gyetko Bryan Shelton           | 6:4, 6:3 |